# Храм иконы Божией Матери «Всех скорбящих Радосте» (Алма-Ата)
Храм иконы Божией Матери «Всех скорбящих Радосте»  (каз. Құдай Анасының «Барлық қайғы-қасіреттің қуанышы» белгішесінің храмы) — православный храм Астанайской и Алма-Атинской епархии в городе Алма-Ата в честь иконы Божией Матери «Всех скорбящих Радость».

## История
В годы перед Первой мировой войной на территории нынешнего Тастака основу населения составляли семиреченские казаки. Осенью 1915 года под звон колоколов владыкой Иннокетием был освящён храм в честь иконы Божьей Матери «Всех скорбящих радость». Выбор при освящении храма был продиктован скорбью и тяготами, которые несли люди в те годы — кто-то уходил на фронт, кто-то терял близких, с фронта возвращались покалеченные воины Первой мировой войны.
В советское время храм закрыли и в 1933—1996 годы использовали под различные нужды, не связанные с православием.
В разные годы в здании храма размещалась пересыльная тюрьма НКВД, в 1937 году — клуб «Красный текстильщик», в 1949 — пошивочная мастерская, в 1959 — кинотеатр. С 1962 года здание пустовало. Временно его использовали под склад химической продукции. В 1973- году городские власти разместили здесь филиал городской библиотеки № 11.
В 1997 году здание было передано Русской православной церкви.
В 1998 году здание храма было внесено в список памятников архитектуры и градостроительства города Алма-Аты.
В начале 2000-х к историческому зданию пристроили колокольню, что изменило внешний вид здания.
К моменту возвращения храма Русской православной церкви были утрачены элементы конструкции и внешнего убранства - купол, крест, деревянное кружево. Сохранились только брёвна тянь-шанской если, из которых храм был сложен в 1915 году. Восстановление храма производили на пожертвования верующих и благотворителей. Теперь его венчают золотые купола и кресты. В ходе реконструкции заменили фундамент, храм увенчали центральным купольным навершием, на колокольню подняли колокола, переданные в дар настоятелем Казанского собора Алма-Аты.
10 ноября 2010 года был утверждён новый Государственный список памятников истории и культуры местного значения города Алматы, одновременно с которым все предыдущие решения по этому поводу были признаны утратившими силу. Из нового списка здание храма было исключено.
В 2012 году деревянную церковь облицевали кирпичом. К 2014 году были завершены работы по внутреннему убранству храма — установлен иконостас, изготовлен позолоченный киот, закончена роспись алтаря и нефов здания. В том же году храм был заново освящён.
8 ноября 2015 года, после Божественной литургии, приуроченной к 100-летию храма, была открыта памятная мемориальная доска.